# Gestreepte lantaarnspin
De gestreepte lantaarnspin (Liocranoeca striata) is een spinnensoort in de taxonomische indeling van de bodemzakspinnen (Liocranidae). De spin leeft op de bodem en maakt geen web. Het dier behoort tot het geslacht Liocranoeca. De wetenschappelijke naam van de soort werd voor het eerst geldig gepubliceerd in 1882 door Kulczynski.